# 7-й механизированный корпус (2-го формирования)
7-й механизированный корпус — оперативное войсковое объединение в составе ВС СССР.

## История
7-й механизированный корпус был сформирован с 1 августа по 30 сентября 1943 года в соответствии с директивой № 39976 Генерального штаба РККА от 1 августа 1943 года. Формирование проводилось в Костеревских танковых лагерях рядом с Солнечногорском (Московская область) 15 сентября 1943 года 7-му механизированному корпусу было вручено Боевое Красное Знамя.
7-й механизированный корпус принимал участие в ходе Великой Отечественной и советско-японской войн. В 1946 году переформирован в 7-ю механизированную дивизию. В 1957 году дивизия переформирована в 7-ю мотострелковую и расформирована в 1958 году.

### В составе действующей армии
- с 15.10.1943 по 31.01.1945
- с 03.03.1945 по 18.03.1945
- с 05.04.1945 по 11.05.1945
- с 09.08.1945 по 03.09.1945

## Полное название
7-й механизированный Новоукраинско-Хинганский ордена Ленина, Краснознаменный, ордена Суворова корпус

## Награды корпуса
- 29 марта 1944 года — Почетное наименование «Новоукраинский» — присвоено приказом Верховного Главнокомандующего № 072 от 29 марта 1944 года за отличие в боях при освобождении города Новоукраинка.
- 15 января 1944 года —  Орден Красного Знамени — награжден указом Президиума Верховного Совета СССР от 15 января 1944 года за образцовое выполнение заданий командования в боях с немецкими захватчиками и проявленные при этом доблесть и мужество.[2]
- ??? —  Орден Суворова II степени — награжден указом Президиума Верховного Совета СССР за образцовое выполнение заданий командования в боях с немецкими захватчиками и проявленные при этом доблесть и мужество.
- 28 мая 1945 года —  Орден Ленина — награжден указом Президиума Верховного Совета СССР от 28 мая 1945 года за образцовое выполнение заданий командования в боях с немецкими захватчиками при овладении городом Брно и проявленные при этом доблесть и мужество.[3]
- 20 сентября 1945 года — почетное наименование «Хинганский»- присвоено приказом Верховного Главнокомандующего № 0162 от 20 сентября 1945 года за отличие в боях при форсировании горного хребта Большой Хинган.

## Состав корпуса
- Управление корпуса
- 16-я механизированная Шумлинско-Хинганская ордена Суворова бригада
- 63-я механизированная Хинганская ордена Богдана Хмельницкого бригада
- 64-я механизированная Хинганская бригада
- 41-я гвардейская танковая Шумлинско-Хинганская Краснознамённая ордена Кутузова бригада
- 1440-й самоходно-артиллерийский полк
- 1821-й самоходно-артиллерийский Пражский ордена Суворова полк
- 109-й истребительный противотанковый артиллерийский полк
- 614-й миномётный полк
- 1713-й зенитный артиллерийский полк
- 40-й отдельный гвардейский миномётный дивизион
- 94-й отдельный мотоциклетный Хинганский батальон

Корпусные части:
- 649-й отдельный батальон связи, с 15.10.1943
- 136-й отдельный сапёрный ордена Александра Невского[5] батальон, с 15.10.1943
- 153-й ремонтно-восстановительный батальон, с 15.10.1943; 31.12.1944 переформирован в 547-ю ПТРБ и 548-ю ПАРБ
- 547-я полевая танкоремонтная база, с 31.12.1944
- 548-я полевая авторемонтная база, с 31.12.1944
- 163-я отдельная рота химической защиты, с 15.10.1943
- 612-я отдельная автотранспортная рота подвоза ГСМ, с 15.10.1943
- Авиационное звено связи, с 15.10.1943
- 40-й полевой автохлебозавод, с 15.10.1943
- 1759-я полевая касса Госбанка, с 15.10.1943
- 2649-я военно-почтовая станция, с 15.10.1943

## Командование корпуса

### Командиры корпуса
- генерал-майор танковых войск Дубовой Иван Васильевич (с 01.08.1943 по 05.11.1943);
- генерал-майор танковых войск, генерал-лейтенант танковых войск Катков Фёдор Григорьевич (с 06.11.1943 по 03.09.1945)

### Начальники штаба корпуса
- полковник Ганьшин Вячеслав Иванович (с августа 1943);
- генерал-майор танковых войск Соммер Андрей Иосифович (с лета 1944);
- подполковник И. Ф. Эмельдеш (на октябрь 1944);
- полковник А. Г. Серга (на декабрь 1944, по январь 1945)

### Заместители командира корпуса по строевой части
- полковник Лебеденко Пётр Павлович (на декабрь 1943, на сентябрь 1944, на январь 1945)

### Заместители командира корпуса по технической части
- полковник Сергеев Василий Антонович (1944 — до конца войны)

### Заместители командира по политической части
- полковник Андреев Александр Павлович (с 27.01.1943 по 19.06.1943);

### Начальники политотдела
С июня 1943 года — заместители командира по политической части:
- полковник Ольшевский Михаил Александрович (с 17.01.1943 по 19.06.1943);
- полковник Андреев Александр Павлович (с 19.06.1943 по 05.11.1943);
- полковник Лукин Фёдор Алексеевич (с 05.11.1943 по 13.03.1946)

### Начальники оперативного отдела
- подполковник И. Ф. Эмельдеш;
- подполковник Удовицкий Иван Гавриилович (по 27.04.1945), погиб 27.04.1945 — ОБД

### Начальники артиллерии
- подполковник Морозов Андрей Михайлович (на август 1945)

## Герои Советского Союза
| Награда | Фамилия Имя Отчество               | Дата Указа           | Должность | Звание                           | Примечания                       |
| ------- | ---------------------------------- | -------------------- | --- | -------------------------------- | -------------------------------- |
|         | Васильев, Леонид Иокинфович        | 24 марта 1945 года   | командир батареи СУ-85 1289-го самоходного артиллерийского полка                                                         | Капитан                          |                                  |
|         | Воскресенский, Александр Андреевич | 15 мая 1946 года     | командир стрелкового взвода 3-го мотострелкового батальона 63-й механизированной бригады                                 | лейтенант                        |                                  |
|         | Гриценко, Михаил Илларионович      | 24 марта 1945 года   | командир 109-го истребительно-противотанкового артиллерийского полка                                                     | Подполковник                     |                                  |
|         | Жуков, Андрей Васильевич           | 28 апреля 1945 года  | командир 63-й механизированной бригады                                                                                   | Полковник                        |                                  |
|         | Исаенко, Николай Андреевич         | 15 мая 1946 года     | командир 2-й танковой роты 177-го танкового полка 64-й механизированной бригады                                          | Старший лейтенант                |                                  |
|         | Катков, Фёдор Григорьевич          | 8 сентября 1945 года | командир корпуса | Генерал-лейтенант танковых войск |                                  |
|         | Котловец, Михаил Павлович          | 24 марта 1945 года   | командир 1-го танкового батальона 41-й гвардейской танковой бригады                                                      | гвардии капитан                  | погиб в бою 6 октября 1944 года  |
|         | Кузьминов, Василий Павлович        | 15 мая 1946 года     | командир взвода танков ИС-2 78-го отдельного гвардейского тяжёлого танкового полка                                       | младший лейтенант                |                                  |
|         | Левченко, Ирина Николаевна         | 6 мая 1965 года      | | Подполковник                     |                                  |
|         | Лысенко, Евгений Павлович          | 24 марта 1945 года   | командир 1289-го самоходного артиллерийского полка                                                                       | Подполковник                     | погиб в бою 11 октября 1944 года |
|         | Миренков, Иван Степанович          | 15 мая 1946 года     | командир взвода танков Т-34-85 240-го танкового полка 16-й механизированной бригады                                      | младший лейтенант                |                                  |
|         | Некрасов, Дмитрий Фёдорович        | 15 мая 1946 года     | командир танковой роты, 3-го танкового батальона, 41-й гвардейской танковой бригады                                      | гвардии лейтенант                |                                  |
|         | Никитин, Александр Семёнович       | 15 мая 1946 года     | командир танка 2-го танкового батальона 41-й гвардейской танковой бригады                                                | гвардии лейтенант                | погиб в бою 17 апреля 1945 года  |
|         | Опалёв, Иван Васильевич            | 24 марта 1945 года   | командир 40-го отдельного гвардейского миномётного дивизиона                                                             | Гвардии майор                    |                                  |
|         | Павлов, Георгий Петрович           | 24 марта 1945 года   | командир 45-мм орудия истребительно-противотанковой батареи 1-го мотострелкового батальона 63-й механизированной бригады | Сержант                          |                                  |
|         | Сюткин, Пётр Иванович              | 15 мая 1946 года     | командир взвода танков Т-34-85, 3-го танкового батальона, 41-й гвардейской танковой бригады                              | гвардии лейтенант                |                                  |
|         | Торжинский, Иван Алексеевич        | 24 марта 1945 года   | командир роты танков Т-34-85 84-го отдельного танкового полка, 63-й механизированной бригады                             | Капитан                          |                                  |
|         | Филимонов, Пётр Ивлевич            | 15 мая 1946 года     | командир танкового взвода, 3-го танкового батальона, 41-й гвардейской танковой бригады                                   | гвардии Младший лейтенант        | погиб в бою 19 апреля 1945 года  |
|         | Шатило, Ким Дмитриевич             | 10 марта 1944 года   | командир танка Т-34 84-го отдельного танкового полка, 63-й механизированной бригады                                      | Младший лейтенант                |                                  |
|         | Шутов, Алексей Тимофеевич          | 28 апреля 1945 года  | командир 64-й механизированной бригады                                                                                   | Полковник                        | погиб в бою 13 октября 1944 года |
|         | Ямалетдинов, Шагий Ямалетдинович   | 15 мая 1946 года     | командир орудия танка Т-34-85 2-го танкового батальона 41-й гвардейской танковой бригады                                 | гвардии старшина                 |                                  |